# Мерланг
Мерла́нг (лат. Merlangius merlangus) — вид лучепёрых рыб из монотипического рода мерланги (Merlangius) семейства тресковых (Gadidae).

## Внешний вид
Максимальная длина тела 91,5 см. Мерланг имеет три спинных плавника, разделённых небольшими щелями. Третий плавник доходит почти до хвостового плавника. Хвостовой плавник усечённый. Два анальных плавника находятся в непосредственной близости друг к другу. Грудной плавник также довольно длинный. Верхняя челюсть немного крупнее нижней. Боковая линия простирается вдоль всей длины тела и заходит на голову. Над основанием грудного плавника часто небольшие тёмные пятна.

## Поведение
Мерланги обитают на глубине от 10 до 200 метров, обычно 30—100 м. Они предпочитают илистые и гравийные грунты, но встречаются и над песчаными и скалистыми грунтами. Молодь проводит не менее года жизни в прибрежье на глубине 5—30 метров, затем откочёвывает в открытые воды.
Половой зрелости достигает в возрасте три—четыре года. Нерест происходит на глубине 20—150 метров. Его сезонность изменяется в зависимости от географического положения: от января до начала весны в Средиземном море, с января по сентябрь в районе между Британскими островами и Бискайским заливом; в Чёрном море нерест происходит круглый год. Плодовитость от 200 тысяч до более миллиона икринок. Икра пелагическая. Личинки и молодь длиной до 5—10 см также пелагические, затем переходят к придонному образу жизни. Мерланги растут довольно быстро, самки быстрее самцов, и живут до 10 лет. Основу питания составляют крабы, креветки, мелкая рыба, моллюски, черви, кальмары и каракатицы.

## Распространение
Ареал простирается в северо-восточной части Атлантического океана от юго-восточной части Баренцева моря и Исландии до Португалии. Также мерлангов можно найти в Чёрном, Эгейском и Адриатическом морях. Изредка встречается в северо-западной части Средиземного моря.

## Охранный статус
Главной угрозой для мерланга является чрезмерная эксплуатация рыбных ресурсов у многих стран. И хотя численность этой рыбы довольно высокая, существуют опасения, что в год вылавливается больше мерлангов, чем они успевают размножиться.
Поскольку мерланг является видом, который распространён в международных водах, его защиту довольно трудно осуществлять. В Великобритании в 2001 году его промысел сократился на 35%. Одним из способов сохранения этого вида может быть снижение численности рыбацких лодок.